# Antonio Barrios (político)
Antonio Carlos Barrios Fernández (30 de marzo de 1957) es un médico y político paraguayo. Desde 2018 es senador nacional, por el Partido Colorado.
Anteriormente fue ministro de Salud Pública y Bienestar Social de 2013 a 2018, bajo el gobierno de Horacio Cartes.

## Biografía
Barrios estudió medicina en la Universidad Nacional de Asunción, donde se especializó en neonatología.
Fue médico personal de Horacio Cartes.
De 2013 a 2018 fue ministro de Salud, bajo el gobierno de Horacio Cartes. En enero de 2018 renunció al cargo para candidatarse al Senado.
Desde 2018 es senador nacional.